# Asia Nitollano
Asia Nitollano (Mount Vernon, 14 de fevereiro de 1988) é uma cantora e dançarina norte-americana, que após ter ganho o reality show "Pussycat Dolls Present: The Search for The Next Doll", teve a oportunidade de se tornar membro do bem sucedido grupo The Pussycat Dolls. Depois de vários boatos, o presidente da CW, Dawn Ostroff, confirmou que Asia preferiu seguir carreira solo. 